# Мёрфи, Тэб
Тэб Мёрфи (англ. Tab Murphy; род. 1957) — американский сценарист, кинопродюсер и кинорежиссёр. Номинант на премию «Оскар».

## Биография
Тэб Мёрфи (полное имя Чарльз Тэлбот Мёрфи) вырос в Олимпии, штат Вашингтон. Он учился в Университете штата Вашингтон, где изучал лесное хозяйство и биологию дикой природы, а затем был переведен в Университет Южной Калифорнии, где он учился режиссуре и написанию сценариев.  Его профессиональный дебют, «Гориллы в тумане», был номинирован на премию «Оскар» за лучший адаптированный сценарий и Премию гильдии сценаристов США в той же категории за его сценарий. В 1995 году Мёрфи совершил свой режиссёрский дебют в качестве создателя фильма «Последний из племени людей-псов», а также написал сценарий к фильму. После  Мёрфи почти десять лет проработал в The Walt Disney Company написав сценарии к мультфильмам «Горбун из Нотр-Дама» в 1996 году, «Тарзан» в 1999 году, «Атлантида: Затерянный мир» в 2001 году и «Братец медвежонок» в 2003 году. За сценарии к «Горбуну из Нотр-Дама», «Тарзану» и «Братцу медвежонку» он получил номинации на премию «Энни» за лучший сценарий в анимационном полнометражном фильме. Во время работы в Disney, он был нанят TriStar Pictures для написания обработки запланированного сиквела фильма 1998 года «Годзилла». Но из-за негативных отзывов от критиков и зрителей запланированный сиквел был отменён. Проработав с Disney несколько лет, в 2006 году он покинул компанию и на пару лет перешёл на работу в Warner Bros. Animation. Некоторые из его работ включают такие мультфильмы, как «Супермен/Бэтмен: Апокалипсис» и «Бэтмен: Год первый»; вместе с написанием нескольких эпизодов для мультсериалов перезапуска 2011 года мультсериала «Громокошки», «Юные титаны, вперёд!» и «Будь классным, Скуби-Ду!». Находясь в Warner Bros., Мёрфи написал сценарий триллер-фильма «Территория тьмы 3D» для Sony Pictures и Stage 6 Films, снятом Томасом Джейном. Он был прикреплён к написанию полнометражного мультфильма снятого Кирком Уайзом под названием «Galaxy Gas» (с англ. — «Галактический газ»), и телепилота, который был продан Legendary Pictures. К концу 2010-х Мёрфи стал сценаристом двух краудсорсинговых короткометражных фильмов: «The Haunted Swordsman» (с англ. — «Призрачный мечник») и «The Passengers» (с англ. — «Пассажиры»), основанных на коротком рассказе Стивена Кинга «Стоянка». В июне 2020 года Мёрфи решил написать «переосмысление» фильма ужасов 1980 года «Подмена».

## Личная жизнь
Мёрфи проживает в Лос-Анджелесе, Калифорния.

## Фильмография
| Название                                         | Год        | Роль                                       |
| ------------------------------------------------ | ---------- | ------------------------------------------ |
| Мой лучший друг — вампир                         | 1987       | Сценарист, ассоциированный продюсер        |
| Гориллы в тумане                                 | 1988       | Автор сюжета                               |
| Последний из племени людей-псов                  | 1995       | Режиссёр, сценарист                        |
| Горбун из Нотр-Дама                              | 1996       | Сценарист, анимационный сюжет              |
| Тарзан                                           | 1999       | Сценарист                                  |
| Атлантида: Затерянный мир                        | 2001       | Сценарист, автор сюжета                    |
| Создание мультфильма «Атлантида: Затерянный мир» | 2002       | В роли самого себя, особая благодарность   |
| Братец медвежонок                                | 2003       | Сценарист                                  |
| Территория тьмы 3D                               | 2009       | Сценарист                                  |
| Супермен/Бэтмен: Апокалипсис                     | 2010       | Сценарист                                  |
| Бэтмен: Год первый                               | 2011       | Сценарист                                  |
| Громокошки                                       | 2011—2012  | Телесценарист (7 эпизодов)                 |
| Юные титаны, вперёд!                             | 2013       | Сценарист: сюжет, телесценарий (2 эпизода) |
| Дорога к Слипстриму                              | 2014       | Специальная благодарность                  |
| Будь классным, Скуби-Ду!                         | 2016, 2017 | Сценарист: сюжет, телесценарий (2 эпизода) |
| Призрачный мечник                                | 2019       | Сценарист                                  |
| Пассажиры                                        | 2020       | Сценарист                                  |
| Болванчики                                       | 2020       | Автор сюжета                               |
| Подмена                                          | TBA        | Сценарист                                  |

### Непроизведённые полнометражки
- Годзилла 2 (1999)[7]
- Братва из Пекина (2012)[13]
- Галактический газ[8]

## Сотрудничество
- The Walt Disney Company: Горбун из Нотр-Дама, Тарзан, Атлантида: Затерянный мир, Братец медвежонок (сценарист)
- Warner Bros.: Гориллы в тумане, Бэтмен: Год первый, Супермен/Бэтмен: Апокалипсис, Громокошки, Юные титаны, вперёд!, Будь классным, Скуби-Ду! (сценарист)

## Номинации
- 1989 Премия «Оскар» — Лучший адаптированный сценарий (за фильм «Гориллы в тумане»)[2]
- 1989 Премия Гильдии сценаристов США — Лучший адаптированный сценарий (за фильм «Гориллы в тумане»)[3]
- 1996 Премия «Энни» — Лучшее индивидуальное достижение: Сценарий (за мультфильм «Горбун из Нотр-Дама»)[4]
- 1997 Golden Raspberry Award — Худший сценарий фильма, собравший более 100 миллионов долларов  (за мультфильм «Горбун из Нотр-Дама»)
- 1999 Премия «Энни» — Лучшее индивидуальное достижение за сценарий в анимационном полнометражном фильме (за мультфильм «Тарзан»)[5]
- 2003 Премия «Энни» — Лучший сценарий в анимационном полнометражном фильме (за мультфильм «Братец медвежонок»)[6]